# Sabrina Setlur

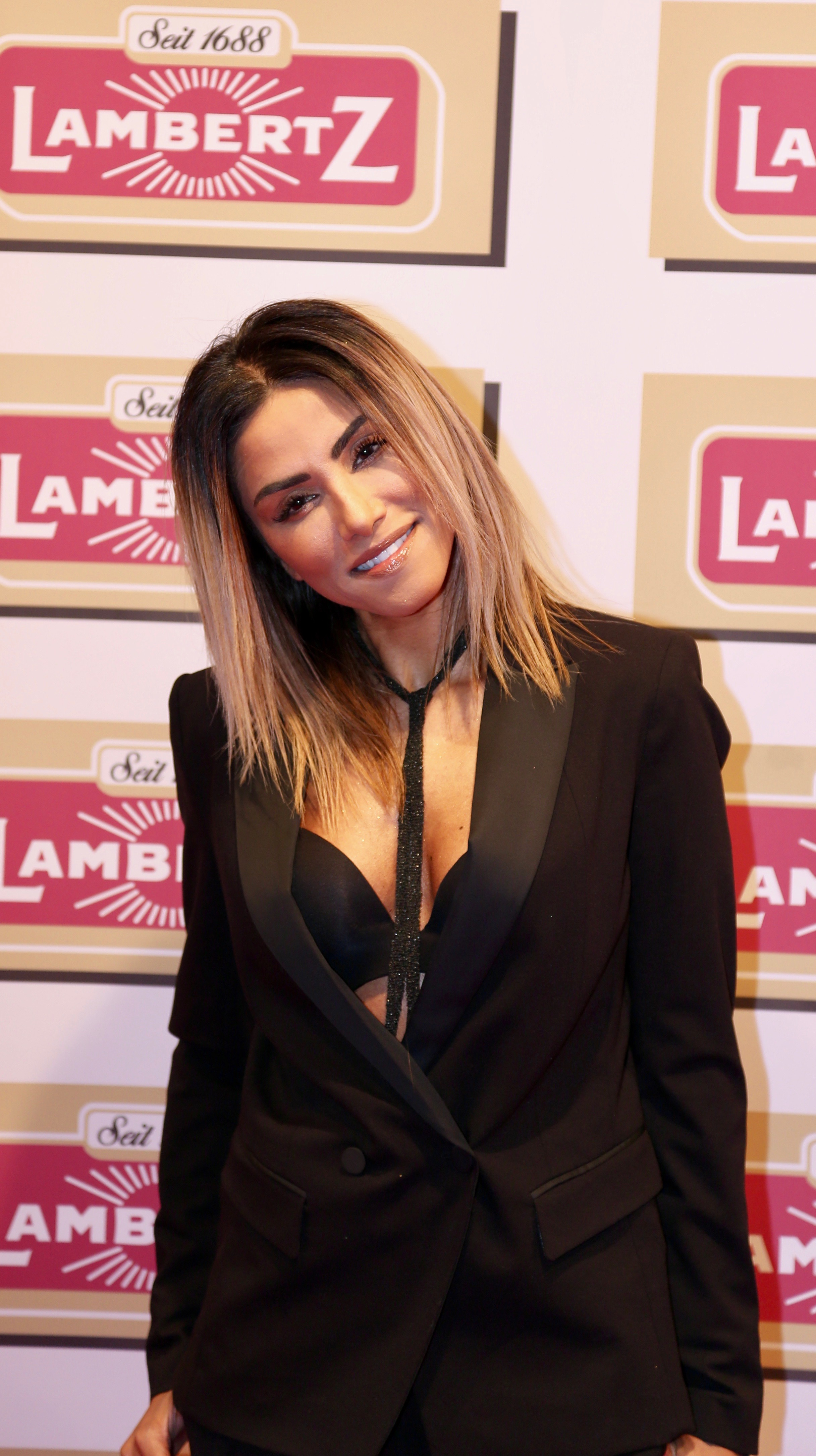
Sabrina Setlur (2017)

Sabrina Setlur (* 10. Januar 1974 in Frankfurt am Main) ist eine deutsche Rapperin und Schauspielerin. Sie hat mehr als zwei Millionen Tonträger verkauft und ist die erste Rapperin mit einem Nummer-eins-Hit in den deutschen Singlecharts.

## Leben
Sabrina Setlur wurde als Tochter indischer Einwanderer in Frankfurt am Main geboren und verbrachte einen Großteil ihrer Kindheit in bürgerlichen Verhältnissen in Bad Soden am Taunus und Schwalbach am Taunus. In der Oberstufe an der Frankfurter Liebigschule lernte sie den späteren Mitbegründer des Labels Pelham Power Productions (3P), Thomas Hofmann, kennen. Dieser ermutigte Setlur 1993, nach einer spontanen Performance zu Dr. Dres Nuthin’ but a ‘G’ Thang, auf der späteren Rödelheim-Hartreim-Projekt-Produktion Wenn es nicht hart ist zu rappen. Sie brach ihr Studium der Betriebswirtschaftslehre ab und unterzeichnete einen Plattenvertrag bei 3P.

## Musikkarriere
1995 veröffentlichte Setlur unter ihrem Pseudonym Schwester S. die von Moses Pelham produzierte Doppel-A-Single Hier kommt die Schwester/Pass auf. Der endgültige Durchbruch gelang mit der Nachfolgesingle Ja klar; im Februar 1995 folgte ihr Debütalbum S ist soweit. Es erreichte Platz elf der deutschen Albumcharts. Im Jahr darauf erhielt Setlur den Echo Pop in der Kategorie Künstlerin National. Des Weiteren bekam sie beim Radiosender hr3 eine eigene Hip-Hop-Sendung.
Im Jahr 1997 erschien ihr zweites Album Die neue S-Klasse, erstmals unter richtigem Namen. Das Album erreichte Platz zehn der deutschen Albumcharts und verkaufte sich innerhalb weniger Monate mehr als 300.000 Mal. Die erste Single Du liebst mich nicht  erreichte Platz eins der deutschen Singlecharts. Dies macht Setlur zur ersten Rapperin mit einem Nummer-eins-Hit. Im gleichen Jahr ging sie auf Tour unter dem Titel S-Klasse-Tour, war Support-Act von Michael Jackson und den Fugees und trat bei Rock am Ring auf. Während sie einen weiteren ECHO wie auch einen Cometen als Künstlerin National erhielt, brachte das Album mit Glaubst Du mir?, Nur mir und Folge dem Stern drei weitere Hitsingles hervor. 1998 wurde sie von den Lesern der BILD-Zeitung zur erotischsten Frau des Jahres gewählt. 1999 war Setlur unter anderem auf der Faithless-Single Bring My Family Back zu hören. Ihre Single Freisein veröffentlichte sie im selben Jahr mit Xavier Naidoo. Um das Lied Nur mir gibt es Rechtsstreitigkeiten mit der Gruppe Kraftwerk wegen einer möglichen Urheberrechtsverletzung.

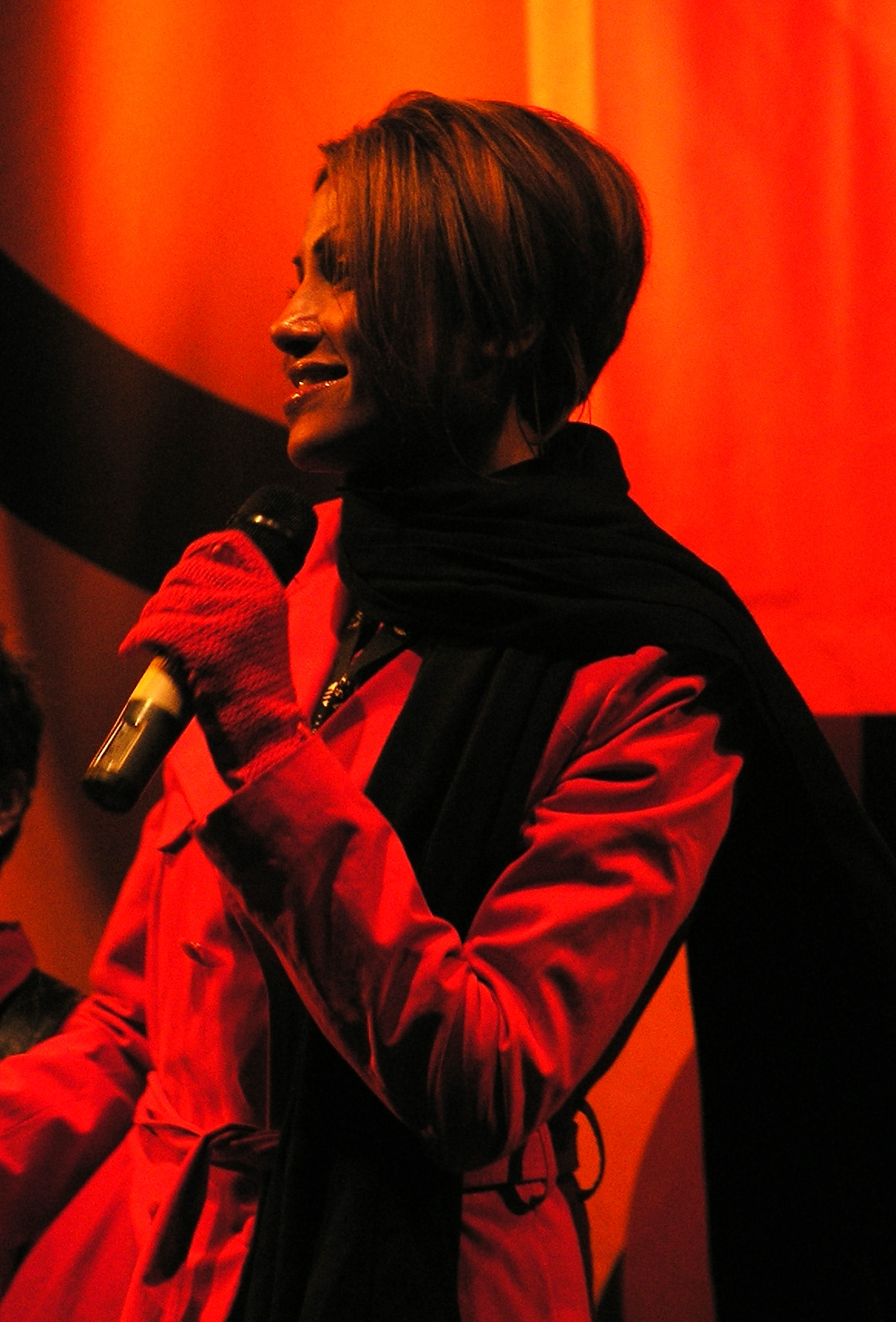
Sabrina Setlur bei einem Konzert in Wiesbaden (2007)

1999 erschien schließlich Setlurs drittes Studioalbum Aus der Sicht und mit den Worten von …. Die Platte erreichte Platz drei der Albumcharts und brachte Setlur ihren dritten ECHO ein. Anschließend veröffentlichte Setlur mit Alles, dem mit Xavier Naidoo eingespielten Titelsong zum Kinoerfolg Anatomie, einen Top-20-Hit. Im Januar 2000 ging sie auf Tour unter dem Titel Aus der Sicht und mit den Worten von...-Tour.
Das im November 2003 veröffentlichte Album Sabs erreichte Platz elf in den deutschen Charts und brachte mit Ich bin so, Liebe, Baby und Mein Herz vier erfolgreiche Singles hervor. Parallel dazu machte Setlur durch ihre Teilnahme an der deutschen Vorentscheidung zum Eurovision Song Contest als auch durch ihr Engagement in der vierten Staffel des Castingformates Popstars auf sich aufmerksam und veröffentlichte kurz darauf ihre Best-Of-Collection 10 Jahre.
Von 2006 an arbeitete Setlur an ihrem sechsten Album Rot, welches am 24. August 2007 veröffentlicht wurde. Erste Singleauskopplung war der Song Lauta, der am 3. August 2007 in drei unterschiedlichen Versionen als Maxi erschien. Als Grundlage dieses Songs diente 25 Years von The Catch aus dem Jahr 1983. Am 21. Juni 2007 hatte der dazugehörige Clip bei MTV seine Premiere.
Die zweite Single, I Think I Like It, auf der in englischer, deutscher und französischer Sprache gesungen wird, erschien am 9. November 2007. Diese Single wie auch das Album Rot waren trotz positiver Kritiken kommerziell weniger erfolgreich als die vorherigen Veröffentlichungen von Setlur. Infolgedessen wurden keine weiteren Singles aus Rot ausgekoppelt, jegliche Promotion wurde gestoppt.
2018 steuerte sie gemeinsam mit Eko Fresh einen Song für den Soundtrack des Kinofilms Verpiss dich, Schneewittchen bei. Im Sommer 2025 feierte Setlur nach 25 Jahren ihr Bühnencomeback und spielte drei Konzerte im Rahmen des Hip-Hop-Festivals Old but Gold. Begleitet wurde sie von Faiz Mangat und Anna Grillmeier. Mitte August veröffentlichte Illmatic die Single Benjamins, auf dem Setlur in der Hook zu hören ist.

## Schauspielkarriere und Fernsehauftritte
Ihr Debüt als Schauspielerin feierte Setlur 2000 im Kinofilm Anatomie. In einer Nebenrolle spielte sie eine Studentin. Im Jahr 2001 übernahm sie die Rolle der Lea im Kinofilm Frau2 sucht HappyEnd. Im Jahr 2003 war Setlur Jurymitglied bei der Castingshow Popstars, aus der die beiden Bands Preluders und Overground entstanden. Im Film Die Welt der Wunderlichs aus dem Jahr 2016 spielte sie sich selbst. In der Komödie Verpiss dich, Schneewittchen, die am 29. März 2018 in die Kinos kam, spielte Setlur eine Plattenchefin. Im gleichen Jahr war sie Kandidatin in der zweiten Staffel von Global Gladiators. Im Jahr 2020 nahm sie an der 13. Staffel von Let’s Dance teil und schied in der 2. Sendung aus. Im September 2023 wirkte sie bei Die Verräter – Vertraue Niemandem! mit und schaffte es ins Finale. Im November 2024 war Setlur in einer Nebenrolle als Nagelstudio-Betreiberin Chiara Passlak im Tatort Siebte Etage zu sehen. 2025 war sie in der Serie Messiah Superstar zu sehen, die auf dem Streaminganbieter Joyn ausgestrahlt wird.

## Rechtsstreit um Sampling
Exemplarisch ist der Fall Kraftwerk gegen Sabrina Setlurs Musikproduzenten Moses Pelham wegen des auf der LP Die neue S-Klasse (März 1997) enthaltenen Liedes Nur mir (September 1997), das bislang bereits zweimal den BGH beschäftigte. Dieses Lied ist mit einer Dauerschleife eines zweisekündigen Samplings des Kraftwerk-Songs Metall auf Metall (LP Trans Europa Express; März 1977) unterlegt. Darin sahen zwei Musiker von Kraftwerk eine Urheberrechtsverletzung und klagten bei den Hamburger Gerichten erfolgreich auf Unterlassung. Nachdem der BGH das erste Urteil des Oberlandesgerichts (OLG) Hamburg im Jahr 2008 noch wegen einer fehlerhaften und unklaren Begründung aufgehoben und die Sache zurückverwiesen hatte (Urteil vom 20. November 2008 – I ZR 112/06, Entscheidungsstichwort „Metall auf Metall“), bestätigte das OLG seine Entscheidung. Bei der mündlichen Urteilsverkündung im Dezember 2012 stellte der BGH klar, dass grundsätzlich auch kleinste Teile eines Musikstücks urheberrechtlich geschützt sind und deshalb nur mit Zustimmung des Urhebers entnommen werden dürfen. Zwar sehe dem BGH zufolge das Urheberrecht eine Ausnahme von dieser Regel vor, um das kulturelle Schaffen zu fördern. Danach dürfe ein Musiker solche Tonsequenzen aus anderen Stücken entnehmen, wenn sie wegen ihrer besonderen Eigenart nicht einfach nachgespielt werden könnten (Urteil vom 13. Dezember 2012 – I ZR 182/11, Entscheidungsstichwort „Metall auf Metall II“).
Umgekehrt bedeutet dies jedoch dem BGH zufolge, dass derjenige, der die Klänge für eigene Zwecke verwenden möchte, und „befähigt und befugt ist, diese selbst einzuspielen“, sie nicht im Wege des Samplings übernehmen darf. Tonfolgen, die erkennbar einem anderen Tonträger entstammen und eine Melodie bilden, dürfen ebenfalls nicht einfach übernommen werden. Es ging darum, dass Setlur 1997 eine zwei Sekunden dauernde zweitaktige Rhythmussequenz aus Kraftwerks Metall auf Metall entnommen und in fortlaufender Wiederholung ihrem Titel Nur mir unterlegt hatte. Der BGH war zu der Auffassung gelangt, dass es möglich gewesen wäre, die übernommene Rhythmussequenz selbst einzuspielen, so dass die Rechte von Kraftwerk verletzt worden seien. Das Recht zur freien Benutzung nach § 24 Abs. 1 UrhG stehe nur jemandem zu, der eine Tonfolge selbst einspielt und ihm damit eine Reproduktion aus tatsächlichen Gründen möglich sei.
Gegen diese Entscheidung legte Pelham Verfassungsbeschwerde ein. Der BGH habe die Freiheit der Kunst unangemessen berücksichtigt. Das Bundesverfassungsgericht nahm die Verfassungsbeschwerde zur Entscheidung an und beschäftigte sich damit – laut dem Vorsitzenden des Ersten Senats, Ferdinand Kirchhof – zum ersten Mal in seiner Geschichte mit verfassungsrechtlichen Fragen des Urheberrechts. In seiner am 31. Mai 2016 verkündeten Entscheidung hob das BVerfG die Entscheidung des BGH auf. Dieser habe die Reichweite der Kunstfreiheit verkannt. Der Einsatz von Samples sei eines der stilprägenden Elemente des Hip-Hop. Zudem sei das Kriterium der „Nachspielbarkeit“ untauglich.
Mit Beschluss vom 1. Juni 2017 setzte der BGH das dortige dritte Verfahren zunächst aus, um europarechtliche Aspekte des Rechtsstreits im Rahmen eines Vorabentscheidungsverfahrens durch den EuGH klären zu lassen. Der EuGH stellte mit Urteil vom 29. Juli 2019 fest, dass Sampling ohne Zustimmung grundsätzlich einen unzulässigen Eingriff in die Rechte des Tonträgerherstellers darstelle, jedoch kein Eingriff anzunehmen sei, wenn sich das Sampling auf eine sehr kurze Sequenz beschränke, die als Teil des ursprünglichen Werks nicht wiedererkennbar sei.
Am 30. April 2020 verwies der Bundesgerichtshof den Rechtsstreit zur erneuten Entscheidung zurück an das Oberlandesgericht, das das Sampling für einen Zeitraum für unzulässig erachtete, in dem die Rechtslage von der aktuellen abwich. Nach erneuter Revision zum BGH setzte dieser den Rechtsstreit ein zweites Mal aus und legte erneut dem EuGH europarechtliche Vorfragen zur Vorabentscheidung vor. Eine Entscheidung des EuGH zu dieser zweiten Vorlage steht – Stand November 2024 – aus.

## Diskografie
Studioalben

| Jahr | Titel Musiklabel                                 | Höchstplatzierung, Gesamtwochen, AuszeichnungChartplatzierungen (Jahr, Titel, Musiklabel, Platzierungen, Wochen, Auszeichnungen, Anmerkungen) | Höchstplatzierung, Gesamtwochen, AuszeichnungChartplatzierungen (Jahr, Titel, Musiklabel, Platzierungen, Wochen, Auszeichnungen, Anmerkungen) | Höchstplatzierung, Gesamtwochen, AuszeichnungChartplatzierungen (Jahr, Titel, Musiklabel, Platzierungen, Wochen, Auszeichnungen, Anmerkungen) | Anmerkungen                                               |
| Jahr | Titel Musiklabel                                 | DE | AT | CH | Anmerkungen                                               |
| ---- | ------------------------------------------------ | --- | --- | --- | --------------------------------------------------------- |
| 1995 | S ist soweit 3P (Sony)                           | DE11 (21 Wo.)DE | — | — | Erstveröffentlichung: 31. Januar 1995                     |
| 1997 | Die neue S-Klasse 3P (Sony)                      | DE10 Gold · (44 Wo.)DE | AT19 (16 Wo.)AT | CH19 (14 Wo.)CH | Erstveröffentlichung: 24. März 1997 Verkäufe: + 250.000   |
| 1999 | Aus der Sicht und mit den Worten von … 3P (Sony) | DE3 Gold · (12 Wo.)DE | AT29 (3 Wo.)AT | CH26 (5 Wo.)CH | Erstveröffentlichung: 1. Oktober 1999 Verkäufe: + 150.000 |
| 2003 | Sabs 3P (Sony)                                   | DE11 (5 Wo.)DE | AT65 (1 Wo.)AT | CH74 (1 Wo.)CH | Erstveröffentlichung: 3. November 2003                    |
| 2007 | Rot 3P (Intergroove)                             | DE32 (2 Wo.)DE | — | CH100 (1 Wo.)CH | Erstveröffentlichung: 24. August 2007                     |

## Tourneen
- 1997: S-Klasse-Tour
- 2000: Aus der Sicht und mit den Worten von...-Tour

## Filmografie

### Kino- und Fernsehfilme
- 2000: Anatomie
- 2001: Frau2 sucht HappyEnd
- 2016: Die Welt der Wunderlichs
- 2018: Verpiss dich, Schneewittchen
- 2024: Tatort – Siebte Etage
- 2025: Messiah Superstar

### Fernsehsendungen
- 2003: Jurymitglied bei Popstars
- 2009: Teilnehmerin an Die Promi-Singles – Traumfrau sucht Mann
- 2014: Teilnehmerin bei Grill den Henssler
- 2015: Teilnehmerin an Promi Shopping Queen
- 2015: Teilnehmerin an Der VIP-Hundeprofi
- 2018: Teilnehmerin bei Global Gladiators
- 2020: Teilnehmerin bei Let’s Dance
- 2023: Teilnehmerin bei Die Verräter – Vertraue Niemandem!

## Podcast
- 2018: Abgeschminkt & Unverblümt (bei Hit Radio FFH)[20] – zusammen mit Radost Bokel, Janina Russ und Evren Gezer

## Auszeichnungen
- Bravo Otto

1998: „Silber“ in der Kategorie „Bester Hip-Hop Act“
2003: „Bronze“ in der Kategorie „Hip-Hop National“
- Comet

1995: in der Kategorie „Hip-Hop Act“
1997: in der Kategorie „Act National“
1998: in der Kategorie „Video National“ (Glaubst du mir)
- Deutscher Multimedia Award

2008: in der Kategorie „Website“ (rot.fm)
- Echo

1995: in der Kategorie „Künstlerin National“
1998: in der Kategorie „Künstlerin National“
2000: in der Kategorie „Künstlerin National“
- Goldene Kamera

2000: in der Kategorie „Beste deutsche Pop-Musik“
- Regenbogen Award

2000